# Kinky Business
Kinky Business è un film pornografico statunitense del 1984 diretto da Jonathan Ross, con protagonisti Ginger Lynn e Tom Byron. Trattasi della parodia porno del film Risky Business - Fuori i vecchi... i figli ballano.
Pur senza partecipare a scene di sesso, alla pellicola prendono parte Ron Jeremy e (non accreditata) Kristara Barrington. Traci Lords ha una scena di sesso nel film. Sorsero polemiche quando si diffuse la notizia che quest'ultima era minorenne all'epoca delle riprese, e di conseguenza il lungometraggio venne ritirato e ridistribuito senza la scena di sesso incriminata. Nonostante ciò, la versione originale senza tagli è ancora ampiamente disponibile.

## Trama
Matt Russell è un giovane teenager ancora vergine che sogna sempre ad occhi aperti. Ha una cotta per Gloria, una ragazza sua vicina di casa che si diverte a provocarlo nuotando nuda in piscina. Una sera il ragazzo si addormenta con le cuffie mentre ascolta della musica e sogna di mostrarsi nudo a Gloria, che indica la sua erezione e corre a dirlo alla madre. La donna però, lungi dall'essere arrabbiata con Matt, lo invita nella sua camera da letto per avere un rapporto sessuale. Il ragazzo si sveglia giusto in tempo per scoprire che i suoi genitori stanno per partire per un viaggio.
Approfittando dell'assenza degli adulti, suo fratello maggiore, Vince, invia a Matt una prostituta di nome Angel a domicilio, la quale istruisce l'inesperto ragazzo su come dare piacere alle donne. Sentendosi ormai "grande", Matt inizia a fumare sigari e a portare occhiali da sole per darsi un tono. Si reca a casa di Gloria ma la trova alterata per non essere stata invitata al "festino" della sera precedente. La ragazza se ne va, ma poco tempo dopo, Matt la raggiunge nella sua stanza da bagno e i due fanno l'amore appassionatamente sotto la doccia. In previsione del ritorno dei genitori, il ragazzo ripulisce la casa in poche ore. Poco dopo, Matt si risveglia da un lungo sonno, lasciando intendere che forse tutto è stato solo un sogno, ma intanto sua mamma gli dice che lei e suo padre sono in partenza per qualche giorno poiché devono prendersi cura di uno zio malato.

## Distribuzione
- Four Rivers Productions (1984) (USA)
- Dreamland Home Video (1984) (USA) (VHS)

## Premi
- 1985: AVN Award per Best Couples Sex Scene - Film[1][2]